# ژاک دوکلو

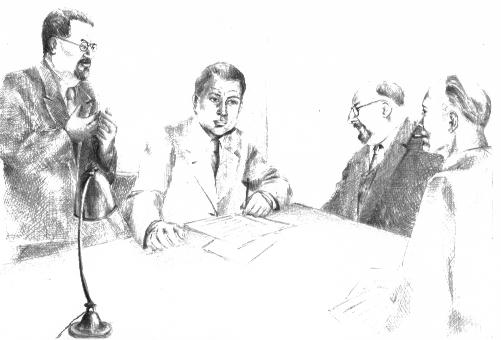
طرح یک هنرمند از یک میتینگ حزب کمونیست فرانسه، کمیتهٔ مرکزی در لونژومو در سال ۱۹۴۳. چپ به راست: بنوا فراشون، اگوست لوکور، ژاک دوکلو و شارل تیون.

ژاک دوکلو (انگلیسی: Jacques Duclos؛ ۲ اکتبر ۱۸۹۶ – ۲۵ آوریل ۱۹۷۵) سیاست‌مدار و کمونیست اهل فرانسه بود. وی از سال ۱۹۲۶ زمانی که وارد مجمع ملی فرانسه شد و از پل رنو دفاع کرد و در سیاست این کشور نقشی کلیدی ایفا کرد. او در سال ۱۹۶۹ بخشی از آراء انتخاباتی ریاست‌جمهوری این کشور را به خود اختصاص داد.

## زندگی‌نامه
ژاک دوکلو در اوت-پیرنه متولد شد. طی جنگ جهانی اول، در نبرد وردن شرکت کرد و زخمی شد. او در «شومن دو دام» دستگیر شد و تا پایان جنگ در زندان باقی ماند. در سال ۱۹۲۰، او به حزب تازه تأسیس شده کمونیست فرانسه پیوست و در سال ۱۹۲۶ به رده کمیته مرکزی این حزب رسید. وی در انتخابات پارلمانی منطقه ۲۰ از لئون بلوم حمایت کرد و در سال ۱۹۳۶ رئیس بخش پروپاگاندا حزب شد و به عنوان معاون رئیس مجلس ملی فرانسه انتخاب شد.
ژاک دوکلو به‌عنوان یک کمونیست استالینیست بیش از ۳۵ سال مغز متفکر انتخاب‌های سیاسی موریس تورز و بنوا فراشون بود. او در جنبش بین‌المللی کمونیسم و کمینترن و کمینفرم شرکت داشت. در دهه ۱۹۳۰، مسؤلیت سازماندهی جنبش‌های کمونیستی اسپانیا (۱۹۳۰، ۱۹۳۵) و بلژیک (۱۹۳۵–۱۹۳۴) به او اعطا شد. به دستور ژوزف استالین، او به حزب کمونیست اسپانیا توصیه کرد تا در جریان جنگ داخلی اسپانیا در جبهه مردمی شرکت کند.
وی در ۲۵ آوریل ۱۹۷۵ در مونتروی، سن-سن-دنی درگذشت.

## نقش‌آفرینی و افتخارات
از فیلم‌ها یا برنامه‌های تلویزیونی که وی در آن نقش داشته‌است می‌توان به مصیبت و همدردی اشاره کرد.
وی همچنین برندهٔ جوایزی همچون نشان لنین شده‌است.